# Niels Vørsel
Niels Vørsel (født 9. december 1953 i Aarhus) er en dansk manuskriptforfatter.
Han har bl.a. arbejdet sammen med Lars von Trier på filmene Forbrydelsens element, Epidemic og Europa samt tv-serien Riget og har været medforfatter på Stephen Kings amerikanske genindspilning af Riget.